# Daft Punk Is Playing at My House
"Daft Punk Is Playing at My House" – piąty singel LCD Soundsystem, wydany 31 stycznia 2005 roku. Ilustrujący piosenkę teledysk zawierał aluzje do teledysków "Da Funk" i "Around the World" w reżyserii, odpowiednio, Spike'a Jonze'a i Michela Godry'ego. Utwór znalazł się na 1. miejscu British Dance Chart i dostał nominację do nagrody Grammy w 2006 roku w kategorii Best Dance Recording. 

## Spis utworów

### CD & 12"
1. "Daft Punk Is Playing at My House"
2. "Daft Punk Is Playing at My House (Soulwax Shibuya Mix)"

### 7" vinyl
Strona A : "Daft Punk Is Playing at My House"

Strona B : "Jump into the Fire"